# عبد القادر سعيد أحمد
عبد القادر سعيد أحمد (بالفنلندية: Abdulkadir Said Ahmed)‏ هو لاعب كرة قدم صومالي وفنلندي في مركز الوسط، ولد في 17 يوليو 1999 في مقديشو في الصومال. لعب مع Nurmijärven Jalkapalloseura ‏.

## وصلات خارجية
- عبد القادر سعيد أحمد على موقع قاعدة بيانات كرة القدم.إي يو (الإنجليزية)
- عبد القادر سعيد أحمد على موقع ناشيونال فوتبول تيمز (الإنجليزية)
- عبد القادر سعيد أحمد على موقع Soccerway.com (الإنجليزية)
- عبد القادر سعيد أحمد على موقع عالم كرة القدم.نت (الإنجليزية)